# Kneecaping
El "kneecapping" ("kneecap" en anglès vol dir "ròtula") és el terme que s'utilitza per referir-se a les ferides que es realitzen intencionadament, sovint com a forma de tortura, al genoll de la víctima. Normalment, la lesió s'infligeix per un tret de pistola a baixa velocitat a la part posterior del genoll . El terme és considerat un nom poc adequat pels professionals mèdics perquè només una petita minoria de víctimes pateixen danys a la ròtula (en una revisió de vuitanta víctimes de kneecaping es va trobar que només dues tenien una ròtula fracturada). A algunes víctimes també els disparen els colzes i els turmells.

## Tractament
La gravetat de la lesió pot variar des d'un simple dany dels teixits tous fins a una fractura de l'articulació del genoll amb afectacióneurovascular . Aquest últim requereix diverses setmanes a l'hospital i fisioteràpia ambulatòria intensiva per a la recuperació. En els casos més greus pot ser necessària l'amputació, cosa que rarament ha passsat. A Irlanda del Nord ,a tretze persones se'ls van amputar les cames com a conseqüència dels trets dels trets rebuts a les extremitats durant la durada dels Troubles. A llarg termini s'estima que una de cada cinc víctimes patirà coixera la resta de la seva vida.

## Història
Durant els Troubles a Irlanda del Nord, els paramilitars actuaven com a agents de la llei a les seves zones. Els trets a les extremitat van ser utilitzats per castigar presumptes narcotraficants i abusadors de menors. Si el crim es considerava greu, la víctima també rebia un tret als turmells i als colzes, deixant-los sis ferides de bala (col·loquialment conegudes com a "six pack"). Aproximadament 2.500 persones van ser víctimes d'aquests atacs paramilitars, coneguts a l'època com a "tiroteigs de càstig". Els atacats sovint s'enfrontaven a l'estigma social.
A Catalunya l'exemple més famós de "kneecaping" va ser en el que l'organització armada independentista Terra Lliure va disparar al genoll de Federico Jiménez Losantos, el 21 de maig de 1981 a Santa Coloma de Gramenet, després que aquest ataqués l'immersió lingüística. L'atac va resultar amb la marxa de Jiménez Losantos de Catalunya.
Les Brigades Roges, una organització militant italiana, van utilitzar la mateixa tècnica de disparar a les extremitats ( gambizzazioni ) per advertir als seus oponents. Van utilitzar aquest mètode en almenys 75 persones fins al desembre de 1978.
La policia de Bangladesh també utilitza el "kneecaping" des de 2009 com a mètode per castigar l'oposició i evitar que participin en protestes contra el govern.
Durant el conflicte israelià-palestí, les Forces de Defensa d'Israel han estat acusades d'haver castigat sistemàticament més de 100 palestins a la Franja de Gaza i Cisjordània des del 2016 amb aquestes tècniques, principalment adolescents.